# Valeriana tuberosa
Valeriana tuberosa is een kleine, kruidachtige plant uit de kamperfoeliefamilie (Caprifoliaceae). De soort komt voor in het Middellandse Zeegebied.